# Grosseto-Prugna
Grosseto-Prugna (korziško Grussetu è a Prugna) je naselje in občina v francoskem departmaju Corse-du-Sud regije - otoka Korzika. Leta 1999 je naselje imelo 2.152 prebivalcev.

## Geografija
Kraj leži v zahodnem delu otoka Korzike 33 km vzhodno od središča Ajaccia. Na ozemlju občine južno od Ajaccia se nahaja obmorsko letovišče Porticcio.

## Uprava
Občina Grosseto-Prugna skupaj s sosednjimi občinami Albitreccia, Azilone-Ampaza, Campo, Cardo-Torgia, Cognocoli-Monticchi, Coti-Chiavari, Forciolo, Frasseto, Guargualé, Pietrosella, Pila-Canale, Quasquara, Serra-di-Ferro, Santa-Maria-Siché, Urbalacone in Zigliara sestavlja kanton Santa-Maria-Siché s sedežem v istoimenskem kraju. Kanton je sestavni del okrožja Ajaccio.

## Zanimivosti
- Na ozemlju občine se nahaja stolp iz časa genovske republike Torra di Capiteddu, od leta 1991 francoski zgodovinski spomenik.